# Nokia 2630

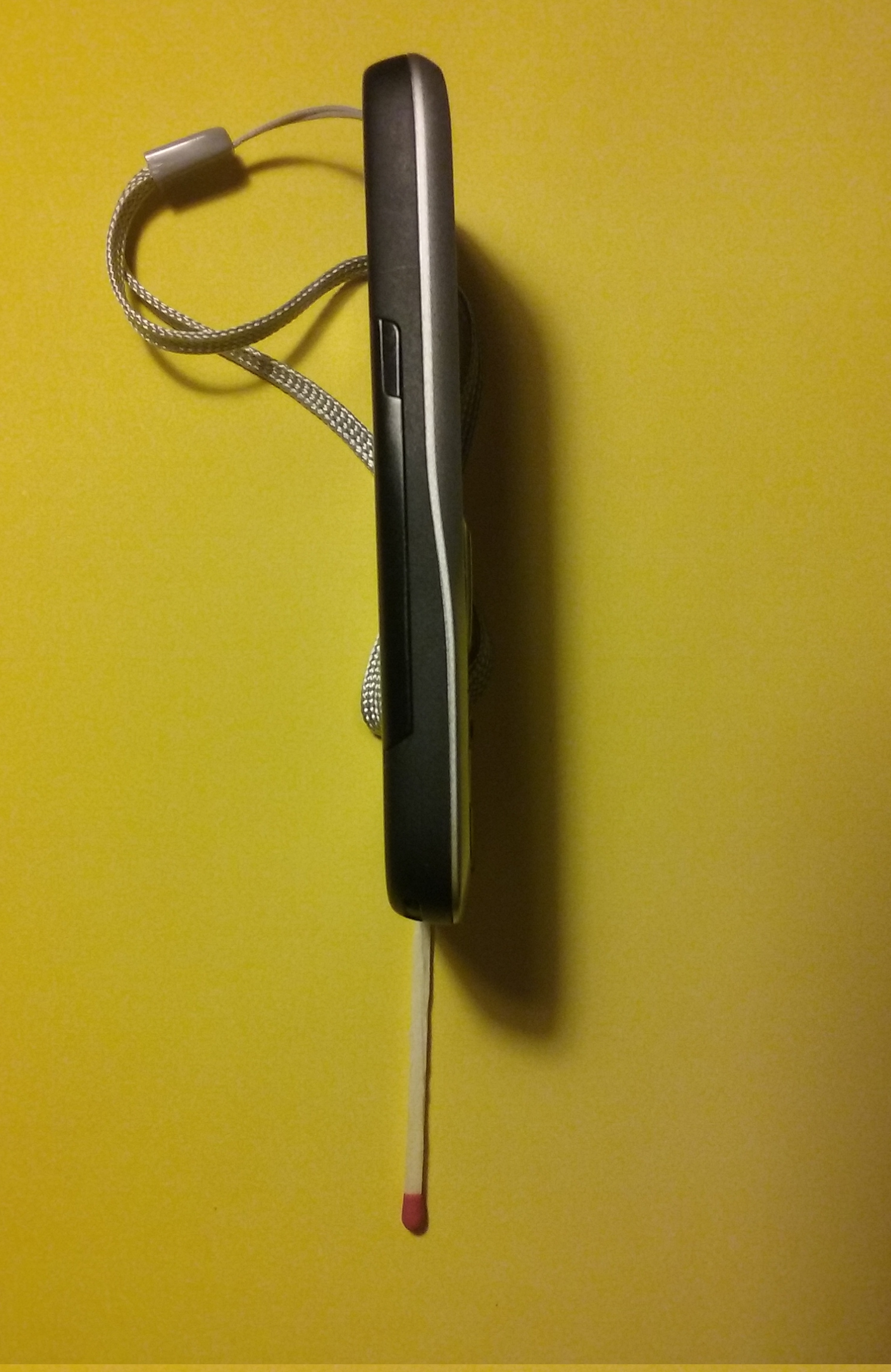
Nokia 2630 była jednym z najcieńszych telefonów

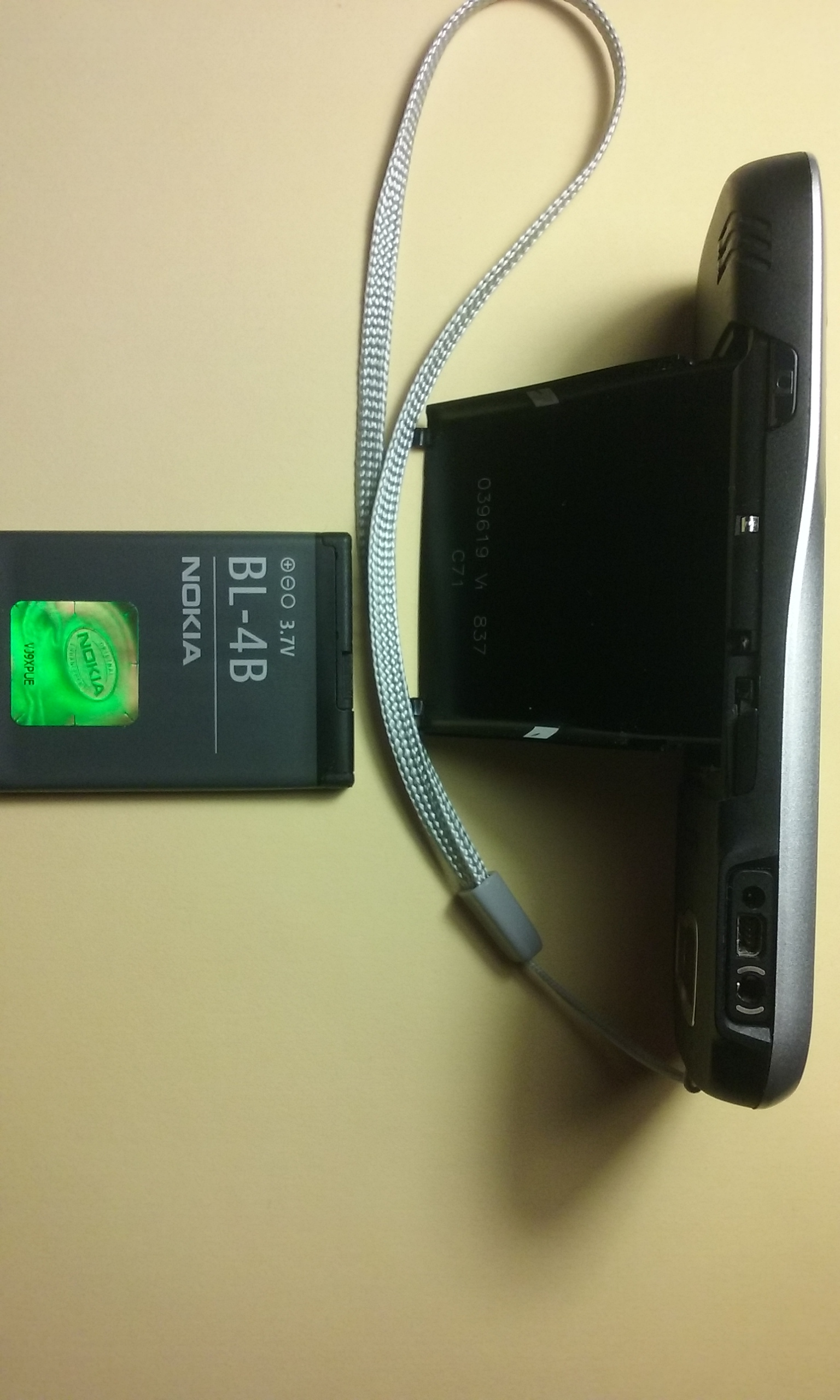
Nokia 2630 z widocznymi slotami, mechanicznym spustem migawki i baterią BL-4B

Nokia 2630 – telefon komórkowy firmy Nokia. Jeden z pierwszych modeli Nokii z dostępem do internetu, lekki i najcieńszy telefon komórkowy fińskiego producenta.
Jego wymiary to 105 x 45 x 9,9 mm. Waży 66 g. Ma Bluetooth (w tym A2dp) i aparat fotograficzny 0,3 MP. Jego oprogramowanie to Java 2.0. Książka adresowa mieści 1000 kontaktów. Odtwarza pliki mp3. Akumulator Li-Ion ma pojemność 700 mAh (utrzymujący telefon w trybie czuwania do 13 dni), a także system głośnomówiący i radio FM. Telefon nie ma możliwości rozszerzenia pamięci kartą pamięci. Posiada możliwość połączenia z internetem w technologii EDGE i GPRS.
Model produkowany był w czterech fabrykach w Finlandii, w Rumunii, na Węgrzech oraz w Chinach (jako jeden z pierwszych modeli których produkcję wyprowadzono poza Europę).
Pierwszym krajem, w którym można było kupić Nokię 2630, był Singapur.

## Szczegółowa charakterystyka

### Aparat
- 640x480 pixels, VGA tryb zdjęć
- 0.3 megapixel
- 3 sizes
  - 640x480
  - 320x240
  - 160x120
- x4 digital zoom
- 128x96 pixels - tryb nagrywania wideo
- tryb nocny
- tryb zdjęć seryjnych

### Obsługa sieci
- GSM 850, GSM 1900
- EGSM 900, GSM 1800

### Funkcje multimedialne
- Radio FM (obsługiwane wyłącznie po podpięciu słuchawek z końcówką 2,5 mm)
- MP3, AMR, MP4, 3GP, MIDI, WAV (16 kHz), 3GPP
- Trzy zainstalowane fabrycznie gry (Phantom Spider, Snake EX2, Sudoku)[2]

### Komunikacja
- Bluetooth
- EDGE

### Oprogramowanie
- Series 40 user interface
- Java MIDP 2.0[2]

#### Internet
- E-mail (POP3 i IMAP4). Z Push e-mail dostępne dla IMAP4.

### Wyświetlacz
- 128x160 pixels
- 1.8 inches-TFT
- 65536 colors